# 左正
左正（1963年—），四川绵竹人，中华人民共和国政治人物。
早年供职于东方汽轮机厂。1997年，担任共青团德阳市委书记。2001年，任罗江县委副书记、县长。2007年，升任德阳市委书记。2012年，任德阳市副市长。同年7月，反对钼铜项目事件发生后，兼任什邡市委第一书记。同年10月，升任成都市副市长，後來出任成都市委常委、政法委书记、公安局长。